# São Vicente do Sul
São Vicente do Sul là một đô thị thuộc bang Rio Grande do Sul, Brasil. Đô thị này có diện tích 1174,939 km², dân số năm 2007 là 8361 người, mật độ 7,12 người/km².